# Enrico Bertaggia
Enrico Bertaggia (Noale, Provincia de Venecia, 19 de septiembre de 1964) es un piloto italiano de éxito en Fórmula 3, lo cual lo llevó a su participación en F1, participando en el equipo Coloni en 1989 y Andrea Moda en 1992. En Coloni corrió para clasificarse en 6 carreras terminando último en cada preclasificación, y en Andrea Moda su equipo fue descalificado en la primera carrera y luego Bertaggia dejó el equipo. Siguió luego ligado al automovilismo, corriendo en Porsche Carrera Cup. También participó en Le Mans, categoría GT2 corriendo por el Roock Racing, conducía el coche N.º 73.
Fue piloto reserva o suplente en el equipo Osella con su modelo FA1M Ford Cosworth Pirelli durante el Gp de México 1989 de los días viernes 26, sábado 27 y domingo 28 de mayo de esa misma temporada usando el (N.º 17) bis como suplente o sustituto de su connacional Nicola Larini (N.º 17) en dicha escudería.

## Resultados

### Fórmula 1
| Año  | Escudería           | 1      | 2       | 3   | 4   | 5   | 6   | 7   | 8   | 9   | 10  | 11       | 12       | 13       | 14       | 15       | 16       | Pos. | Puntos |
| ---- | ------------------- | ------ | ------- | --- | --- | --- | --- | --- | --- | --- | --- | -------- | -------- | -------- | -------- | -------- | -------- | ---- | ------ |
| 1989 | Coloni SpA          | BRA    | SMR     | MON | MEX | USA | CAN | FRA | GBR | GER | HUN | BEL DNPQ | ITA DNPQ | POR DNPQ | ESP DNPQ | JPN DNPQ | AUS DNPQ | NC   | 0      |
| 1992 | Andrea Moda Formula | RSA EX | MEX DNP | BRA | ESP | SMR | MON | CAN | FRA | GBR | GER | HUN      | BEL      | ITA      | POR      | JPN      | AUS      | NC   | 0      |